# 盧克·菲茨傑拉德
盧克·菲茨傑拉德（英語：Luke Fitzgerald；1987年9月13日—）是一位愛爾蘭橄欖球運動員。他是愛爾蘭國家橄欖球隊的一員，代表愛爾蘭參加了2015年世界盃橄欖球賽。